# Grimstrup (Hunseby Sogn)
 For alternative betydninger, se Grimstrup. (Se også artikler, som begynder med Grimstrup)
Grimstrup Voldsted, også kaldet Grimstrup Slot, Højslottet eller Lysemose slot, var en middelalderlig borg beliggende i Lysemose Skov ved Nørresø i Hunseby sogn nær Maribo på Lolland.

## Historie
Borgen Grimstrup er et betragteligt og strategisk set velbeliggende voldsted. Det var i nord beskyttet af en uigennemtrængelig mose og mod syd af et større søområde. Man har dermed kun haft adgang til borgen fra vest eller øst.
Voldanlægget består af tre store borgbanker adskilt af grave. Den midterste banke er lavest og den østre højest med en højde på op mod fem meter over det omgivende vandspejl. Fra yderste voldgrav til modsatte yderste voldgrav er borgen 265 meter lang og med en største bredde på godt 80 meter. De tre volde dækker tilsammen et befæstet areal på mere end 3.200 kvadratmeter.
Arkæologiske udgravninger på den centrale borgbanke i 2019 udført af Museum Lolland-Falster og Aarhus Universitet antyder, at borgen kan være ældre end 1350. Udgravningerne viser, at der her har stået bygninger opført i tegl, hvoraf nogle kan have været i brug op i 1500-tallet godt 150 år efter borgen blev nedbrudt. En teglovn til brænding af teglsten til borgen er udgravet.
Øst og vest for de tre banker er borgen befæstet med en række grave og volde. Ikke mindre end tre grave og volde i hver ende. En af spærregravene er delt i tre, så de udgør hver sin en lille holm i nord og i syd forbundet med en vold. De små holme har muligvis stået som let fremskudte trætårne, der ved et angreb hurtigt kunne rømmes
Adgangen til borgen forløber ad en 170 meter lang vejdæmning, der løber nord om de tre store borgbanker. På den måde udgjorde indtrængende angribere, som kom ad vejdæmningen et let mål for forsvarerne. I forbindelse med Grimstrup var der anlagt en dyrehave.

## Ejerforhold
Borgen Grimstrup omtales første gang i 1359 under navnet Grimstorp med første kendte ejer: Benedict Ahlefeldt den Gamle af Grimstrup. Hans søn Benedict Ahlefeldt den Anden sad på Grimstrup frem til 1376, hvor han mistede borgen efter belejring. Herefter var Grimstrup i kongeligt eje. Dronning Margrete 1.s rigskansler Jens Svendsen Brynis får i 1409 Grimstrup overdraget mod at lade Grimstrup nedbryde og lade materialer indgå i byggeriet af et kloster under Birgittinerordenen i landsbyen Skimminge. I 1416 stod klostret færdigt, og Skimminge fik købstadsrettigheder og skiftede med pavelig tilladelse navn til Maribo.

## Kampe om Grimstrup
Tre gange har der været kæmpet om Grimstrup. Valdemar Atterdag erobrede borgen første gang i 1346 eller 47. Anden gang var i foråret 1372, hvor Benedict Ahlefeldt den Anden ledede et oprør mod kongen. Grimstrup blev belejret og indtaget. En fredsslutning fandt sted i januar 1373, hvori kongen indgik en særaftale med Benedict den Anden under hertug Henrik af Mecklenburgs mægling. 
I 1376, året efter Valdemar Atterdags død udbrød der igen oprør. Benedict Ahlefeldt den Anden og hans søn var på oprørernes side. Under kamp og brug af angrebsborge erobrede styrker under Margrete 1. Grimstrup.
Tre mindre voldsteder beliggende i Lysemose Skov tæt ved Grimstrup Voldsted tolkes som rester af angrebsborge, også kaldet modborge, formodentlig fra den sidste belejring af Grimstrup i 1376. Fra disse mindre borge kunne angribere overvåge modstanderens borg og være i sikkerhed.
Ved det sidste angreb på Grimstrup har angriberen, formodentligt kongemagten og Dronning Margrete 1'.s hær, anlagt de tre mindre angrebsborge. To af disse skulle lukke Grimstrup inde og blev derfor anlagt i øst og vest, hvor de naturlige udgange fra borgen var. Den sidste, hvorfra angrebet givetvis blev anført, lå syd for borgen på den anden side af den sø, der beskyttede Grimstrup mod angreb fra syd.
Mest bemærkelsesværdig er nok angrebsborgen syd for Grimstrup. Den består nemlig både af en lav forborg og en noget højere hovedbanke, hvilket fremhæver dets position som den vigtigste afsæt for angreb.
I 1398 betalte Margrete 1. en sum på 6900 mark lybsk til Benedict den Anden og hans fem sønner for at opgive alle krav på Grimstrup.
Grimstrups fald omtales i et brev dateret til 1424 en fredsslutning i januar 1373, hvor en efterkommer, Henneke von Ahlefeldt, anlægger sag mod Hansestaden Stralsund, der støttede Margrete 1. Byen havde beslaglagt et skib med proviant til Grimstrup i form af ”mel og malt, flæsk, bøsser og bøssekrudt og pile, smør, humle, salt og stål, jernerts og rede penge” til en anslået værdi af 12.000- 14.000 mark. Den konfiskerede last angives i brevet at have en værdi af 20.000 mark. De manglende forsyninger førte angiveligt til tabet af Grimstrup.

## Arkæologiske undersøgelser
Museum Lolland-Falster og Aarhus Universitet har udført arkæologiske udgravninger på Grimstrup i 2019. Arkæologerne undersøgte 135 meter fra Grimstrups østligste voldgrav en teglovn fra borgens anlægsfase. Knap 250 meter fra borgen afgrænser en 530 meter lang, lav grav og indvendig vold et godt to hektar stort areal, der tolkes som en dyrehave, hvor ejerne kunne afholde jagter. 